# IR3535
L'IR3535 (Insect Repellent 3535) o etil butilacetilaminopropionato è una sostanza chimica ad azione repellente verso gli insetti e altri artropodi, comprese le zecche.
La molecola viene classificata come biopesticida dall'EPA.
IR3535 è un marchio registrato di Merck KGaA, Darmstadt, Germania, usato esclusivamente da Merck KGaA o dai suoi partner autorizzati per la commercializzazione di etil butilacetilaminopropionato.

## Chimica

IR3535 e beta-alanina

È un composto chimico del gruppo di esteri carbossilici e acetammidi.
La molecola presenta nella sua struttura una correlazione con l'alanina e la β-alanina. La molecola è funzionalmente identica alla beta-alanina.

## Attività
Mostra una più debole attività repellente rispetto al dietiltoluamide e icaridina sull'Anopheles gambiae.
Esso offre una protezione sperimentalmente calcolata in 22,9 minuti contro i 301,5 minuti del DEET. 
Persiste in acqua (lavaggio con acqua) per 80 minuti. È attivo contro zanzare, mosche, flebotomi. Va applicato secondo la scheda tecnica ogni due ore per un massimo di nove volte al giorno. 
Inoltre, va evitato il contatto con il cuoio, plastica e fibre sintetiche e ancora può danneggiare le superfici verniciate, compreso lo smalto.
Ha una notevole attività irritante se viene in contatto con l'occhio.

### Libri
- Pesticides—Advances in Research and Application: 2013 Edition, ScholarlyEditions, 21 giugno 2013,  p. 769, ISBN 978-1-4816-7892-6.
- and David O. Freedman, M.D. J. S. Keystone, Phyllis Kozarsky, Bradley A. Connor, M.D., Travel Medicine, Elsevier Health Sciences, 2013,  p. 56, ISBN 1-4557-1076-8.
- Willem Takken e Bart G. J. Knols, Emerging Pests and Vector-borne Diseases in Europe, Wageningen Academic Pub, 2007,  p. 358, ISBN 978-90-8686-053-1.
- Issues in Life Sciences: Bacteriology, Parasitology, and Virology: 2011 Edition, ScholarlyEditions, 9 gennaio 2012,  p. 330, ISBN 978-1-4649-6422-0.

### Riviste
- Sanford JL, Barski SA, Seen CM, Dickens JC, Shields VD, Neurophysiological and behavioral responses of gypsy moth larvae to insect repellents: DEET, IR3535, and picaridin, in PLoS ONE, vol. 9, n. 6, 2014,  pp. e99924, DOI:10.1371/journal.pone.0099924, PMC 4067281, PMID 24955823.
- Fang F, Bernigaud C, Candy K, Melloul E, Izri A, Durand R, Botterel F, Chosidow O, Huang W, Guillot J, Efficacy assessment of biocides or repellents for the control of Sarcoptes scabiei in the environment, in Parasit Vectors, vol. 8, 2015,  p. 416, DOI:10.1186/s13071-015-1027-7, PMC 4531531, PMID 26259713.
- Broschard TH, Bohlmann AM, Konietzny S, Schauer UM, Dekant W, Biotransformation and toxicokinetics of the insect repellent IR3535® in male and female human subjects after dermal exposure, in Toxicol. Lett., vol. 218, n. 3, 2013,  pp. 246-52, DOI:10.1016/j.toxlet.2013.02.002, PMID 23402938.
- Bohbot JD, Dickens JC, Insect repellents: modulators of mosquito odorant receptor activity, in PLoS ONE, vol. 5, n. 8, 2010,  pp. e12138, DOI:10.1371/journal.pone.0012138, PMC 2920324, PMID 20725637.
- Fradin MS, Mosquitoes and mosquito repellents: a clinician's guide, in Ann. Intern. Med., vol. 128, n. 11, 1998,  pp. 931-40, PMID 9634433.